# أميديو الثامن (دوق سافوي)
أميديو الثامن (4 سبتمبر 1383 - 7 يناير 1451) هو ابن أميديو السابع، كونت سافوي وبون دي بيري حفيدة جان الثاني ملك فرنسا، وأيضا المعروف بـ المسالم، بعد وفاة والده في 1391 أصبحت والدته بمثابة الوصي عليه، كان كونت سافوي منذ 1391 حتى 1416 بحيث رفع رتبة المنطقة إلى الدوقية بدأ من عام 1416 من قبل الإمبراطور سيغيسموند.
زاد أميديو هيمنته من خلال عدة محاولات للتفاوض في إنهاء حرب المائة عام، وبعد وفاة زوجته أسس رابطة فرسان القديس موريس مع ستة فرسان أخرين، وعاشوا وحدهم في قلعة ريبايل بالقرب من جنيف في حياة شبه رهبانية، انتخب أميديو في بازل كـ بابا فيليكس الخامس ضد البابا إيجين الرابع من قبل مجمع بازل فيرارا-فلورنسا وحكم منذ 1439 حتى 1449، واستقال من الدوقية لصالح ابنه البكر لودفيكو في 1440 لقبول قبعة الكاردينال، ويعتبر الآن بابا المزيف.

## العائلة
تزوج من ابنة خاله ماري من بورغندي ابنة فيليب الجريء؛ وأنجبت له تسعة أبناء:-
- مارغريت (13 مايو 1405 - 1418).
- أنطوني (سبتمبر 1407 - قبل.12 ديسمبر 1407).
- أنطوني (1408 - بعد.10 أكتوبر 1408).
- ماريا (نهاية يناير 1411 - 22 فبراير 1469)؛ تزوجت من فيليبو ماريا فيسكونتي، دوق ميلانو.
- أميديو (26 مارس 1412 - 17 أغسطس 1431)؛ أمير بيدمونتي.
- لودفيكو، دوق سافوي (24 فبراير 1413 - 29 يناير 1465)؛ خلفه.
- بون (1415 - 25 سبتمبر 1430).
- فيليب (1417 - 3 مارس 1444)؛ كونت جنيف.
- مارغريت (7 أغسطس 1420 -30 سبتمبر 1479)؛ تزوجت أولا من لويس الثالث دوق أنجو ثم من لودفيغ الرابع، كونت بالاتينات وأخيراً من أولريخ الخامس، كونت فورتمبيرغ.